# Lindita Nikolla

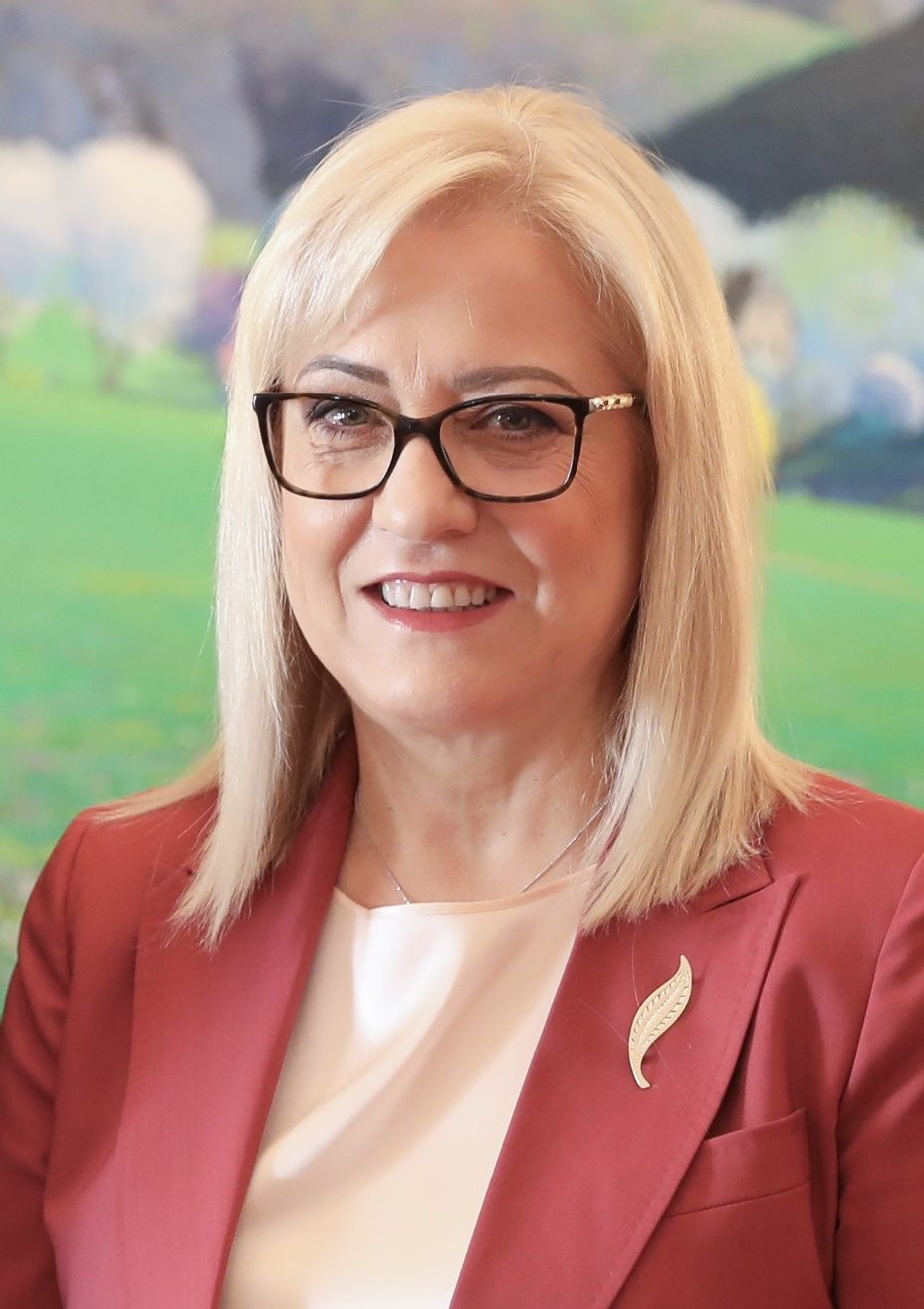
Lindita Nikolla, 2023

Lindita Nikolla (* 22. Oktober 1965 in Tirana) ist eine albanische Politikerin (PS) und Mitglied im Parteivorstand der Sozialistischen Partei Albaniens. Seit 2021 ist sie Parlamentspräsident des Kuvendi i Shqipërisë. Sie war zwischen 2013 und 2017 im Kabinett Rama I zuerst Ministerin für Bildung und Sport und von September 2017 bis Dezember 2018 im Kabinett Rama II Vorsteherin des neu gebildeten Ministeriums für Bildung, Sport und Jugend.

## Ausbildung
Nikolla besitzt seit 1989 einen Abschluss in Mathematik der naturwissenschaftlichen Fakultät an der Universität Tirana. 2006 absolvierte sie die Akademie für Führung und Reform am Institut für Demokratie und Vermittlung in Tirana und 2008 die Akademie für Administrative und Polizeiliche Studien an der University of Pittsburgh. Seit 2010 hat sie ihren Master in Öffentlicher Verwaltung an der Albanian University Tirana.

## Politische Laufbahn
Politisch aktiv wurde sie im Jahr 2003. Während der Jahre 2003 bis 2006 wirkte sie als Beraterin der Verwaltung des 1. Bezirks in Tirana. Sie wurde von 2007 bis 2013 für zwei Mandate als Bürgermeisterin des 1. Bezirks gewählt. Seit dem Jahr 2007 ist sie Mitglied im Parteivorstand der Sozialistischen Partei Albaniens.
Bei der Parlamentswahl vom 23. Juni 2013 wurde Nikolla als Abgeordnete des Kreises Tirana gewählt und am 31. Juli wurde bekannt, dass sie im nächsten Regierungskabinett unter dem Parteivorsitzenden der Sozialisten, Edi Rama, das Ministerium für Bildung und Sport leiten wird. Am 15. September wurde sie vor Präsident Bujar Nishani vereidigt, worauf sie am nächsten Tag ihre Arbeit als Bildungs- und Sportministerin antrat.
Im Mai 2017 wurde sie durch die parteilose Mirela Karabina ersetzt, nachdem Sozialisten und Demokraten vereinbart hatten, dass die Opposition sieben neue Minister für eine „technische Regierung“ ernennen kann, um eine korrekte Durchführung der Wahlen sicherzustellen. Nach den Neuwahlen wurde ihr das neu geschaffene Ministerium für Bildung, Sport und Jugend übertragen. Nach einer Phase längerer Studentenproteste entließ Edi Rama am 28. Dezember 2018 acht Minister. Zu den entlassenen Ministern gehörte auch Bildungsministerin Lindita Nikolla. Rama erklärte den Wechsel in Hinblick auf die anstehenden Lokalwahlen im Juni 2019.
Nach den Parlamentswahlen im April 2021 wurde Nikolla im September 2021 im neuen Parlament zur Vorsitzenden gewählt. Die Opposition boykottierte die Wahl.

## Privates
Lindita Nikolla ist mit Ligor Nikolla verheiratet. Sie sind die Eltern einer gemeinsamen Tochter, Livia. Nikolla spricht fließend Englisch und verfügt über Kenntnisse der italienischen und französischen Sprache.